# En vivo (álbum de La Torre)
En vivo es el primer y único álbum grabado en directo de la banda argentina La Torre, fue lanzado por RCA Victor en 1987. 
Presenta el recital que la banda dio en el Estadio Obras Sanitarias el 16 de mayo de 1987.
El disco fue grabado con el estudio móvil de "El Cielito" por Gustavo Gauvry.

## Lista de temas
Lado 1
1. Confusa confusión
2. Tratando de cambiar el mundo
3. Colapso nervioso
4. Rotas cadenas
5. Es el Rock And Roll

Lado 2
1. Estamos en acción
2. Ser o morir
3. Presas de caza
4. Sólo quiero rock and roll

## Músicos
- Patricia Sosa - voz
- Oscar Mediavilla - guitarra
- Gady Pampillón - guitarra
- Fernando Lupano - bajo
- Beto Topini - batería
- Juan Forcada - teclados

Invitados
- Juan Carlos Baglietto - voz en "Presas de caza"
- Claudia Puyó - coro
- Betina Canalis - coro
- Pablo Rodríguez - saxo